# Amiibo
Amiibo — серия интерактивных фигурок и карточек, выпускаемая компанией Nintendo. Фигурки обладают чипом и поддерживают коммуникацию с консолями Wii U, Nintendo Switch и New Nintendo 3DS, а также Nintendo 3DS при использовании специального считывателя NFC меток. Серия была представлена в ноябре 2014 года с одновременным обновлением прошивок консолей и выпуском в продажу фигурок. По внешнему виду и функциональности фигурки аналогичны выпущенным ранее сериям игрушек Skylanders и Disney Infinity. На сентябрь 2022 года было продано 77 миллионов фигурок Amiibo.

## Разработка
Студия Toys For Bob и её материнская компания Activision предлагали Nintendo стать партнёром в их новой игровой серии Skylanders, которая использовала фигурки персонажей, оснащённых RFID метками, и специальный считыватель для взаимодействия с самой игрой, причём сами фигурки могли бы хранить данные, такие как характеристики, соответствующие персонажу из игры. Nintendo отказалась от эксклюзивной сделки, а серия Skylanders быстро стала одной из самых популярных франшиз Activision из-за запуска в виде ответвления от серии Spyro the Dragon и начала испытывать конкуренцию со стороны разработчиков Disney Interactive Studios, которые выпустили игру Disney Infinity с похожей концепцией в 2013 году.
В марте 2013 года, задолго до выпуска Amiibo, Nintendo представила проект Pokémon Rumble U, который стал первой игрой для Wii U использующей считыватель NFC меток, встроенный в геймпад Wii U GamePad для взаимодействия с собственным набором фигурок. Во время собрания инвесторов в мае 2014 года, Nintendo показала прототип более сложной платформы поддержки интерактивных фигурок для консолей Nintendo 3DS и Wii U, которая была спроектирована, чтобы одни и те же фигурки можно было использовать в нескольких играх. Новая платформа получила кодовое имя «NFP», которое расшифровывалось как «Nintendo Figurine Platform» (с англ. — «платформа Nintendo для фигурок») или «NFC Featured Platform» (с англ. — «платформа, использующая NFC») и была запланирована к показу на презентации во время выставки E3.
10 июня 2014 года Nintendo официально представила платформу Amiibo в рамках выставки E3 2014, заявив что файтинг Super Smash Bros. for Wii U будет первой игрой с поддержкой интеграции фигурок Amiibo. В рамках корпоративного мероприятия после запуска Amiibo, геймдизайнер и топ-менеджмент Nintendo Сигэру Миямото говоря о будущем платформы заявил, что «компания станет продвигать проекты, интересно задействующие технологию NFC. И хотя Nintendo известна как разработчик видеоигр, однако она также является и производителем игрушек».

## Выпуск
Первой выпущенной серией фигурок Amiibo стал набор по игре Super Smash Bros. for Wii U, вышедший 21 ноября в Северной Америке, 28 ноября в Европе и 6 декабря 2014 года в Японии вместе с выходом файтинга. Второй серией фигурок стали персонажи игр Super Mario: Марио, Луиджи, Принцесса Пич, Йоши, Боузер и Тоад, которые стали доступны 20 марта 2015 года.
В 2015 году Nintendo выпустила Amiibo и в других форм-факторах, после объявления генерального директора Nintendo, Сатору Иваты о том, что компания планирует выпустить коллекционные карточки под маркой Amiibo. 1 апреля 2015 года Nintendo представила проект Animal Crossing: Happy Home Designer, который является ответвлением от серии Animal Crossing, использующий карточки Amiibo. Кроме того, компания показала вязанные игрушки Amiibo, в качестве дополнения к игре Yoshi's Woolly World.
Во время презентации Nintendo Direct на выставке E3 2015, компания Activision представила фигурки Amiibo Боузера и Донки Конга («Hammer Slam Bowser» и «Turbo Charge Donkey Kong»), которые возможно использовать в своём проекте Skylanders: SuperChargers. Данные фигурки совместимы как с играми серии Skylanders, так и с проектами, поддерживающими Amiibo благодаря механическому переключателю, находящемуся в подставке игрушек. Фигурки работают на всех платформах, где была выпущена игра Skylanders: SuperChargers.
27 августа 2015 года Nintendo выпустила фигурку Amiibo Лопатного Рыцаря, главного героя инди-игры Shovel Knight, которая может разблокировать эксклюзивный контент для версии игры на консолях Nintendo 3DS и Wii U. Лопатный Рыцарь стал первым персонажем среди выпущенных фигурок Amiibo, который не был связан с героями игр от first-party разработчиков для консолей Nintendo, тогда как предыдущие персонажи от сторонних разработчиков, выполненные в виде Amiibo, ранее появлялись в качестве бойцов в серии файтингов     Super Smash Bros.. Кроме того, производство и распространение игрушки во всех регионах, за исключением Японии, производилось под контролем разработчика Shovel Knight, Yacht Club Games, а не Nintendo и тем не менее, фигурка являлась частью серии Amiibo от Nintendo. Объясняя суть соглашения, представитель Nintendo заявил, что «мы подумали: какую вещь Nintendo могла бы сделать, которую не мог бы никто другой?».

## Коллекционная ценность и проблемы с поставками
До официального выпуска в продажу линейка игрушек Amiibo быстро набрала популярность: объёмы предзаказов превышали закупаемые магазинами партии ещё до того, как фигурки доходили до торговых полок. Хотя генеральный директор Nintendo, Сатору Ивата заявил что Amiibo будут поставляться в необходимых количествах, но также он отметил, что некоторые из фигурок будут продаваться ограниченное количество времени, после чего их сменят другие серии фигурок. Редкость некоторых Amiibo повлияла на цены в онлайн-магазинах и на аукционах, многие из которых начали предлагать фигурки по ценам выше обычных магазинов. В финансовом отчёте Nintendo за третий квартал 2015 года, Сатору Ивата выразил своё удивление от высоких цен на дефицитные фигурки Amiibo. Среди первой партии фигурок Amiibo было найдено несколько штук с производственными дефектами, которые впоследствии были проданы за большие суммы, например фигурка Самус Аран, у которой на обеих руках (вместо одной) находились пушки была продана на аукционе eBay за 2500 долларов США, тогда как фигурка Принцессы Пич с отсутствующими ногами была продана за 25 100 долларов.
2 апреля 2015 года, когда магазины начали принимать предзаказы на фигурки четвёртого выпуска Super Smash Bros., а также наборы по игре Splatoon, онлайн магазин и кассовая система сети GameStop не справилась с количеством желающих, в результате чего произошёл сбой. Nintendo признала наличие проблемы с поставками в начале мая 2015 года. Amazon отказался от процесса предзаказа на данные партии Amiibo, вместо этого магазин поделил день выпуска на интервалы времени, в течение которых были доступны Amiibo не являющиеся эксклюзивами для конкретных магазинов, а также игрушки из серий Super Mario и фигурка серебряного Марио. Amazon продолжил эту практику во время выхода эксклюзивной фигурки персонажа серии Kid Icarus, Палютены, а также Amiibo, которые вышли 11 сентября 2015 года.
В ответ на дефицит определённых игрушек Amiibo в США, 17 февраля 2015 года Сатору Ивата сделал заявление, что «на фоне происходящего на западном береге США трудового конфликта, разгрузка грузов в последние 6 месяцев замедлилась», что и стало причиной отсутствия тех Amiibo, которые предполагалось отгрузить до их выпуска в ноябре. После этого объявления, некоторые из более редких фигурок, такие как Тренер Wii Fit, Метанайт и Айк стали снова ограниченно доступны для покупки в Северной Америке. Сеть магазинов Best Buy, которая стала эксклюзивным продавцом фигурки Тёмного Пита, объявила, что она не будет принимать предварительные или онлайн заказы на данный Amiibo, а также, что количество продаваемых фигурок будет ограничено одной на покупателя. В то время как некоторые игровые издания, такие как Kotaku выступили в поддержку решения Best Buy, другие журналисты, такие как ведущие подкаста «Nintendo Voice Chat» на IGN, Брайн Алтано, Хосе Отеро и Пир Шнайдер посоветовали американским коллекционерам вместо этого импортировать фигурки, которые сложно найти в США.

## Аппаратная поддержка

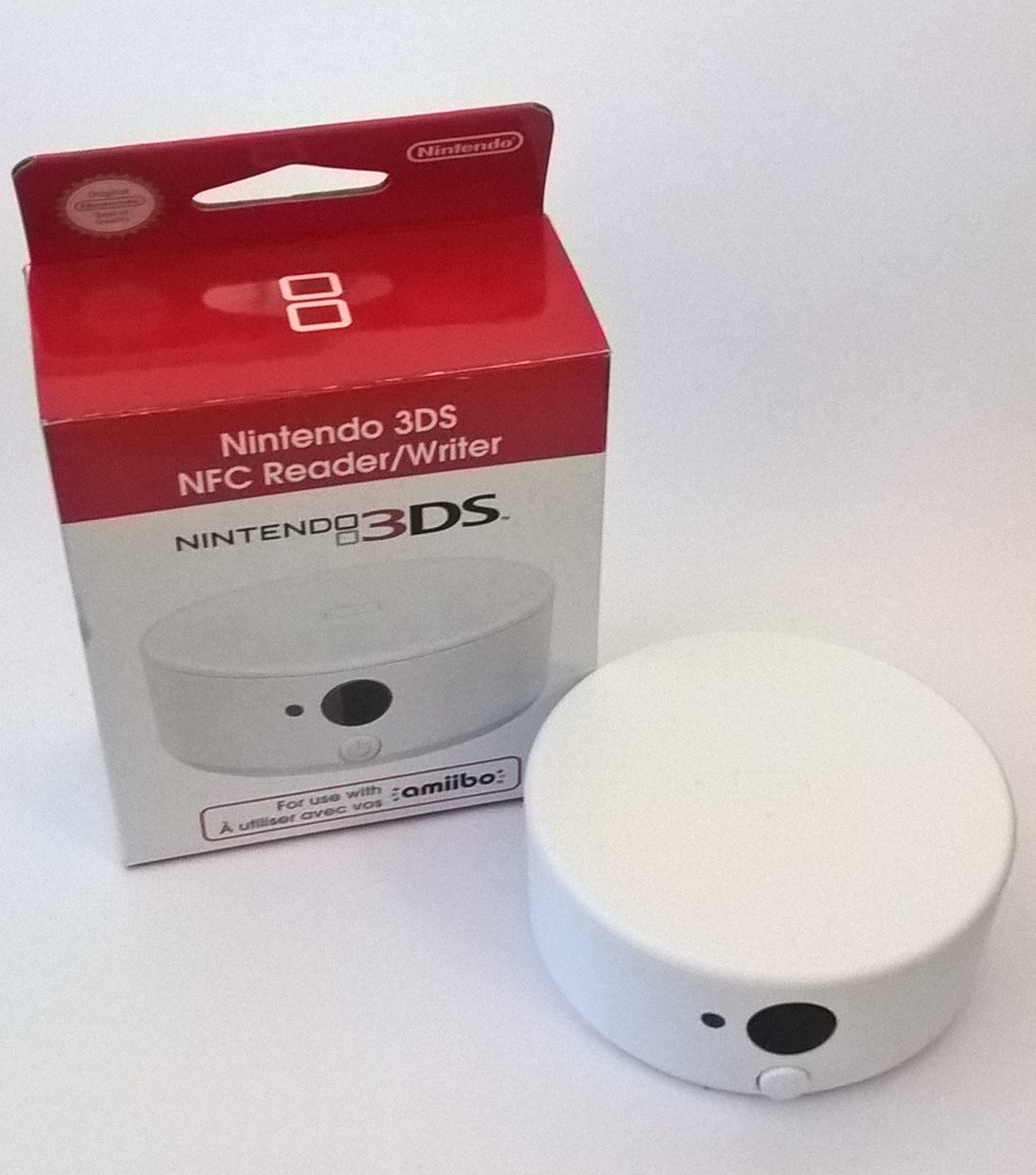
Устройство Nintendo 3DS NFC Reader/Writer, которое позволяет консолям Nintendo 3DS взаимодействовать с Amiibo

Консоли Wii U, New Nintendo 3DS и Nintendo Switch, обладают встроенным NFC считывателем и могут взаимодействовать с Amiibo. На Wii U, данные, хранящиеся на фигурках могут быть прочитаны с использованием считывателя, находящегося в контроллере Wii U GamePad. Поддержка Amiibo была добавлена в прошивку консоли с обновлениями между ноябрём и декабрём 2014 года. После выхода этих обновлений, в меню системы появился пункт «Amiibo», используя который, игроки могут сканировать, регистрировать и удалять данные из фигурок. Nintendo Switch обладает аналогичным считывателем в правом контроллере Joy-Con, а также в геймпаде Pro Controller.
Для изначальных моделей карманных консолей Nintendo 3DS, 3DS XL и 2DS у которых не было поддержки технологии NFC, Nintendo выпустила отдельный аксессуар «Nintendo 3DS NFC Reader/Writer», который также позволяет взаимодействовать с Amiibo. Изначально устройство появилось в продаже в Японии летом 2015 года, а затем было выпущено в Северной Америке вместе с игрой Animal Crossing: Happy Home Designer. Более новые портативные игровые системы от Nintendo, такие как New Nintendo 3DS, New 3DS XL и New 2DS XL имеют встроенный считыватель NFC, находящийся под сенсорным экраном.

## Коммуникация с Amiibo
Игры поддерживающие Amiibo могут обладать одним из двух способов взаимодействия с фигурками: программа может читать данные с NFC чипа и хранить на нём информацию или иметь возможность только чтения. Каждая игрушка Amiibo обычно используется в одной определённой игре, которая может использовать хранилище данных в чипе, хотя некоторые из фигурок могут поддерживаться несколькими играми. Тем не менее, Amiibo может одновременно хранить данные только от одной совместимой игры, что означает, что данные должны быть удалены перед использованием в другой игре. Например, данные, записанные на фигурку Марио в файтинге Super Smash Bros. for Nintendo 3DS / Wii U, должны быть удалены перед тем, как будет произведена запись информации из игры Mario Party 10. Большинство игр с поддержкой Amiibo обладают совместимостью только на уровне чтения данных и таким образом разблокируют дополнительные материалы в играх. Например, использование определённых фигурок в Mario Kart 8 или Mario Kart 8 Deluxe разблокирует костюмы для аватаров-Mii в стиле прочитанной фигурки. Разные вариации одного и того же персонажа обладают одинаковой функциональностью в играх, хотя альтернативные стили фигурок могут разблокировать особое содержимое в определённых играх. Игры, выпущенные под Wii U и Nintendo 3DS могут быть обновлены разработчиками и начать распознавать Amiibo. Из-за партнёрских отношений с Nintendo во время разработки Super Smash Bros. for Nintendo 3DS / Wii U, компания Bandai Namco Entertainment стала первым third-party издателем, который начал продвигать концепт Amiibo в своих проектах.